# Списък на политическите партии в Кот д'Ивоар
Кот д'Ивоар има многопартийна система, но политическият живот е доминиран от етнически конфликти, често прерастващи в насилие.
Парламентарните избори през 2011 година са съпътствани от множество нарушения и са бойкотирани от основната опозиционна партия Ивоарски народен фронт, като почти всички места в парламента са разпределени между представители на управляващата коалиция.
Парламентарно представени партии са:
| Партия                                        | Места в парламента |
| --------------------------------------------- | ------------------ |
| Обединение на републиканците                  | 123                |
| Демократическа партия на Кот д'Ивоар          | 76                 |
| Съюз за демокрация и мир в Кот д'Ивоар        | 7                  |
| Обединение на уфуетистите за демокрация и мир | 4                  |
| Движение на силите на бъдещето                | 3                  |
| Съюз за Кот д'Ивоар                           | 1                  |
| независими                                    | 35                 |